# ソユーズTM-26
ソユーズTM-26 (Союз ТМ-26 / Soyuz TM-26) は、宇宙ステーション・ミールへの往来を目的とした、32回目の有人ミッションである。コールサインは「ロドニーク（泉）」。1997年8月5日、ソユーズ-Uロケットによって、バイコヌール宇宙基地から打ち上げられた。

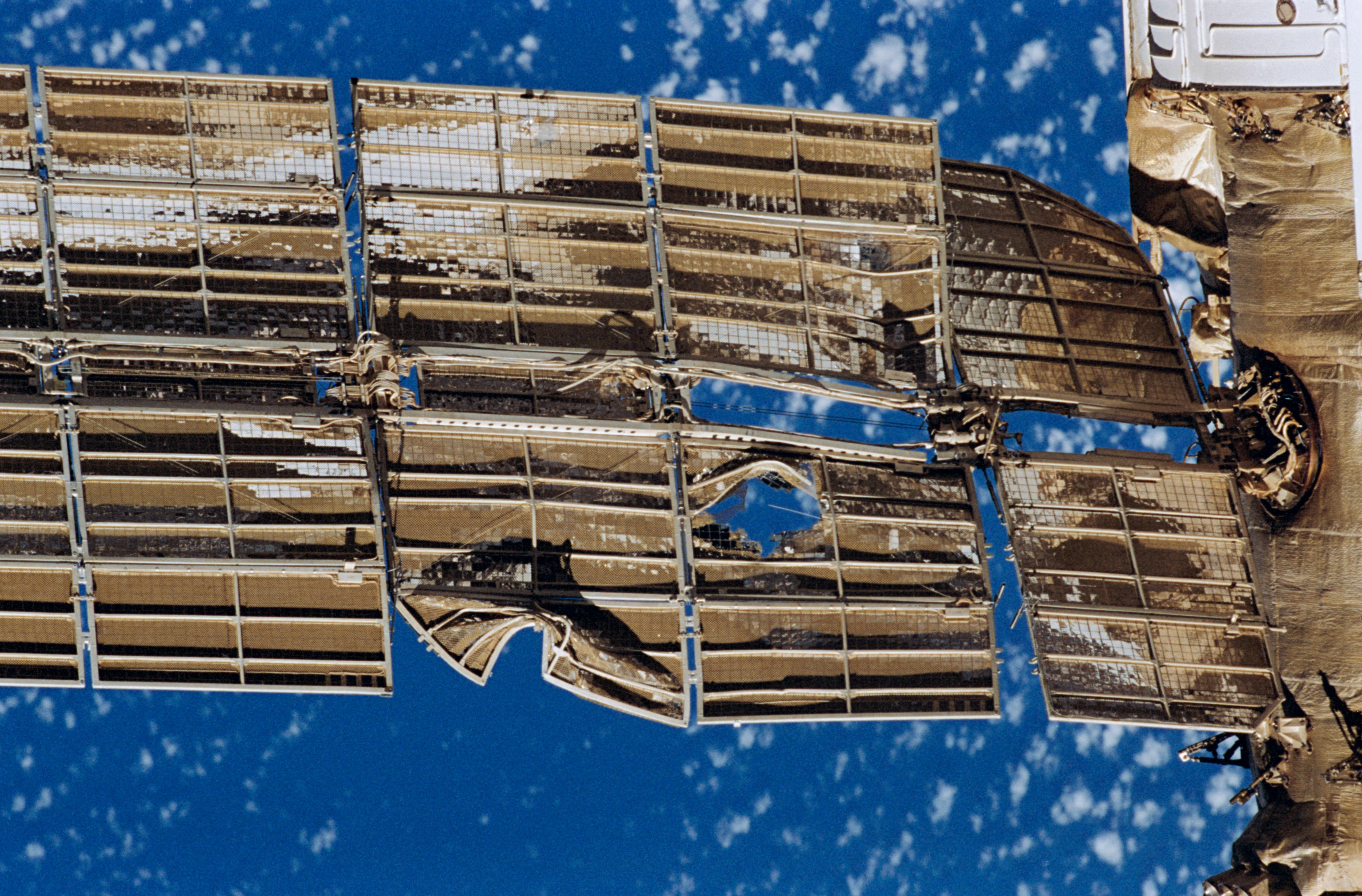
1997年6月25日にプログレスM-34との衝突で損傷を受けたミールのソーラーパネル

TM-26は8月7日に手動でミールとドッキングした。乗組員は、大きなダメージを受けたスペクトルモジュールの電力ケーブルとコネクタを修理した。また、酸素発生器も修理、交換した。減圧によって生じたモジュールの穴は、モジュール内の宇宙遊泳では特定できなかった。

## 乗組員

### 打上げ時
- アナトリー・ソロフィエフ (5) -  ロシア
- パーヴェル・ヴィノグラードフ (1) -  ロシア

### 帰還時
- アナトリー・ソロフィエフ (5) -  ロシア
- パーヴェル・ヴィノグラードフ (1) -  ロシア
- レオポルド・アイハーツ (1) -  フランス